# Eraclea
Eraclea ist eine italienische Gemeinde mit 11.943 Einwohnern (Stand 31. Dezember 2023) in der Region Venetien. Der Urlaubsort liegt an der Adria in der Metropolitanstadt Venedig. Bis zum 4. November 1950 hieß die Stadt Grisolera. Auf Initiative des damaligen Bürgermeisters erfolgte die Umbenennung per Dekret des italienischen Staatspräsidenten Luigi Einaudi in Eraclea, nach der antiken römisch-byzantinischen Stadt Heracleia, die am Rande des Gemeindegebietes lag.

## Geschichte

### Heracleia
Das antike Heracleia befand sich wahrscheinlich zwischen dem heutigen Eraclea und San Donà di Piave. Zu Ehren des oströmischen Kaisers Herakleios (610–641) nannte man die Stadt Heracleia.
Mit der Zuwanderung der Flüchtlinge aus Oderzo, das die Langobarden 639 erobert und zerstört hatten, wuchs die Stadt erheblich an. Heracleia wurde zum Herrschaftszentrum der oströmisch-byzantinisch gebliebenen Lagune von Venedig.
In Heracleia wurde Orso Ipato, der wohl erste Doge Venedigs geboren (die Legende behauptet, auch der erste Doge Paulicius stamme von dort und sei dort auch zum Dogen ausgerufen und beerdigt worden). Zu Orsos Zeit kam es zu heftigen Kämpfen zwischen den Bewohnern der Inseln und den Nachbarn in Jesolo. Nach dem Tod Orsos, wohl im Jahr 737, herrschten in der Lagune nacheinander fünf magistri militum bis 742.
Nach 742 zogen die wichtigsten Familien nebst dem Dogen Diodato Ipato in die Nähe des späteren Malamocco, nämlich nach Metamaucum. Wenig später verließen die letzten Bewohner Heracleia, das zunehmend verlandete. Die Residenz blieb in Metamaucum, bis sie um 810/11 dauerhaft nach Rialto verlegt wurde.

### Grisolera (Anfang 18. Jahrhundert bis 1950)

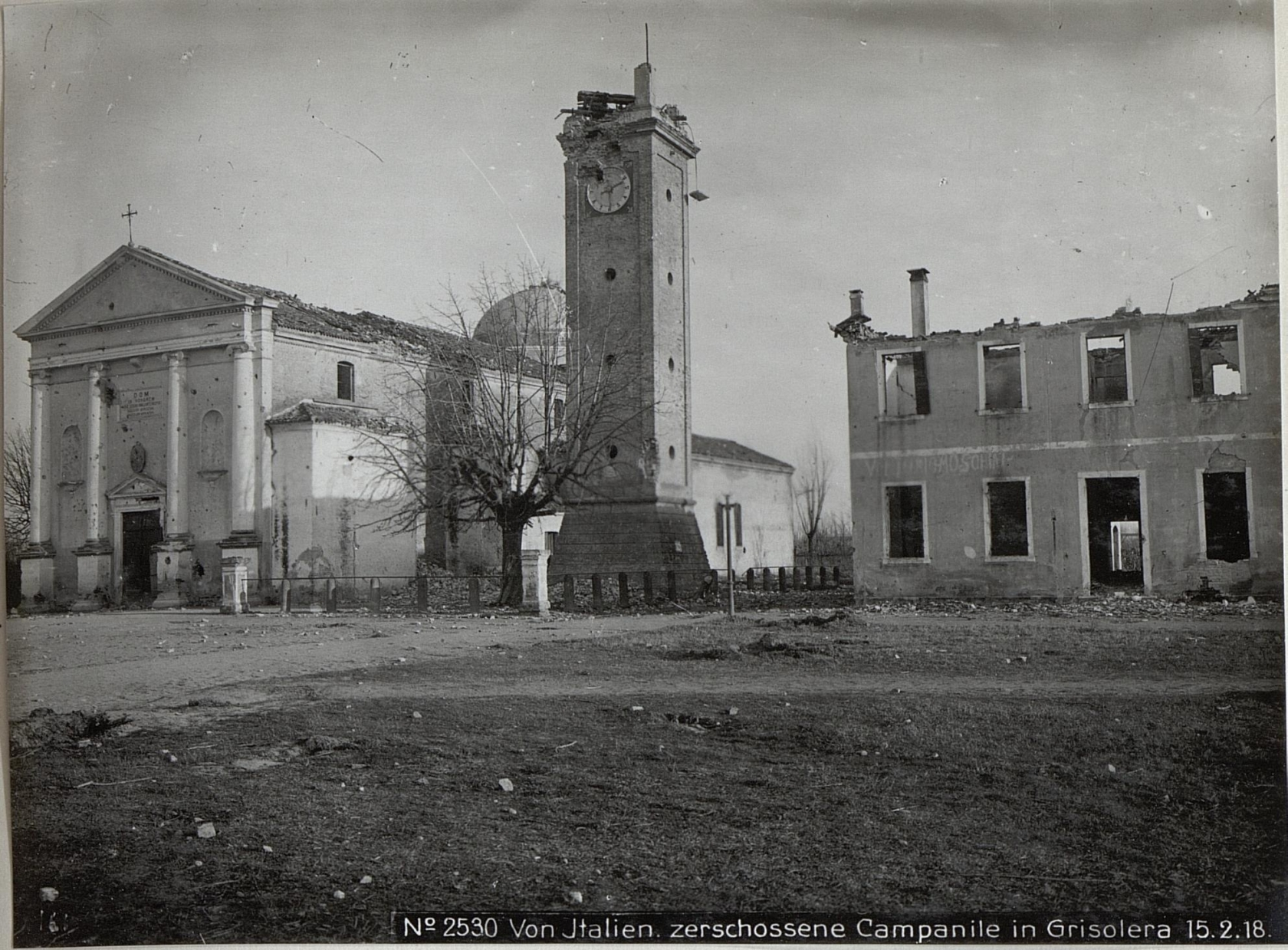
Anfang 1918 zerstörte Kirche in Grisolera nebst Glockenturm

Bis Mitte des 18. Jahrhunderts lagen 70 % von Grisolera unter Wasser. 1728 erhielt Almorò Zustinian Lolin (Lollin), genannt Alvise, von der Regierung Venedigs Teile des Gebietes auf dem linken Ufer des Piave. Dieses Gebiet erhielt den Namen La Grisolera, weil es von Schilf umgeben war, dessen Federn grau waren. Der neue Besitzer ließ am heutigen Hauptplatz eine Kirche errichten, geweiht der Unbefleckten, wie die Mutter Jesu auch bezeichnet wurde. Die barocke Kirche unterstand Torcello.
1806 wurde Grisolera unter Napoleon erstmals zur Kommune erhoben, allerdings wurde diese Regelung der Franzosen unter österreichischer Herrschaft rückgängig gemacht. Die Kommune wurde 1815 aufgehoben und ihr Gebiet auf die Gemeinden San Donà und Cavazuccherina aufgeteilt. Bereits vier Jahre später wurde die Kommune zwar wiederhergestellt, doch begann die Bevölkerung erst gegen Ende des Jahrhunderts anzuwachsen.
Ende des 18. Jahrhunderts waren erste Versuche unternommen worden, die Sümpfe trockenzulegen, was ab 1900 mit einem Consorzio di Bonifica (Genossenschaft zur Trockenlegung) institutionalisiert wurde. Schleusen, Kanäle und Pumpen sind heute charakteristisch für die Landschaft um Eraclea.
Während des Ersten Weltkriegs wurde die Stadt beim Versuch Italiens, die Österreicher Anfang 1918 aus dem Gebiet zu vertreiben, weitgehend zerstört. Die Häuser entlang des Piave wurden ebenfalls zerstört. Unter den Faschisten wurden die Trockenlegungen fortgesetzt, die Bevölkerungszahl verdoppelte sich von knapp 4.000 im Jahr 1921 auf rund 8.500 zehn Jahre später. 1936 lag die Einwohnerzahl bereits bei über 10.000.

### Umbenennung in Eraclea (1950), Tourismus

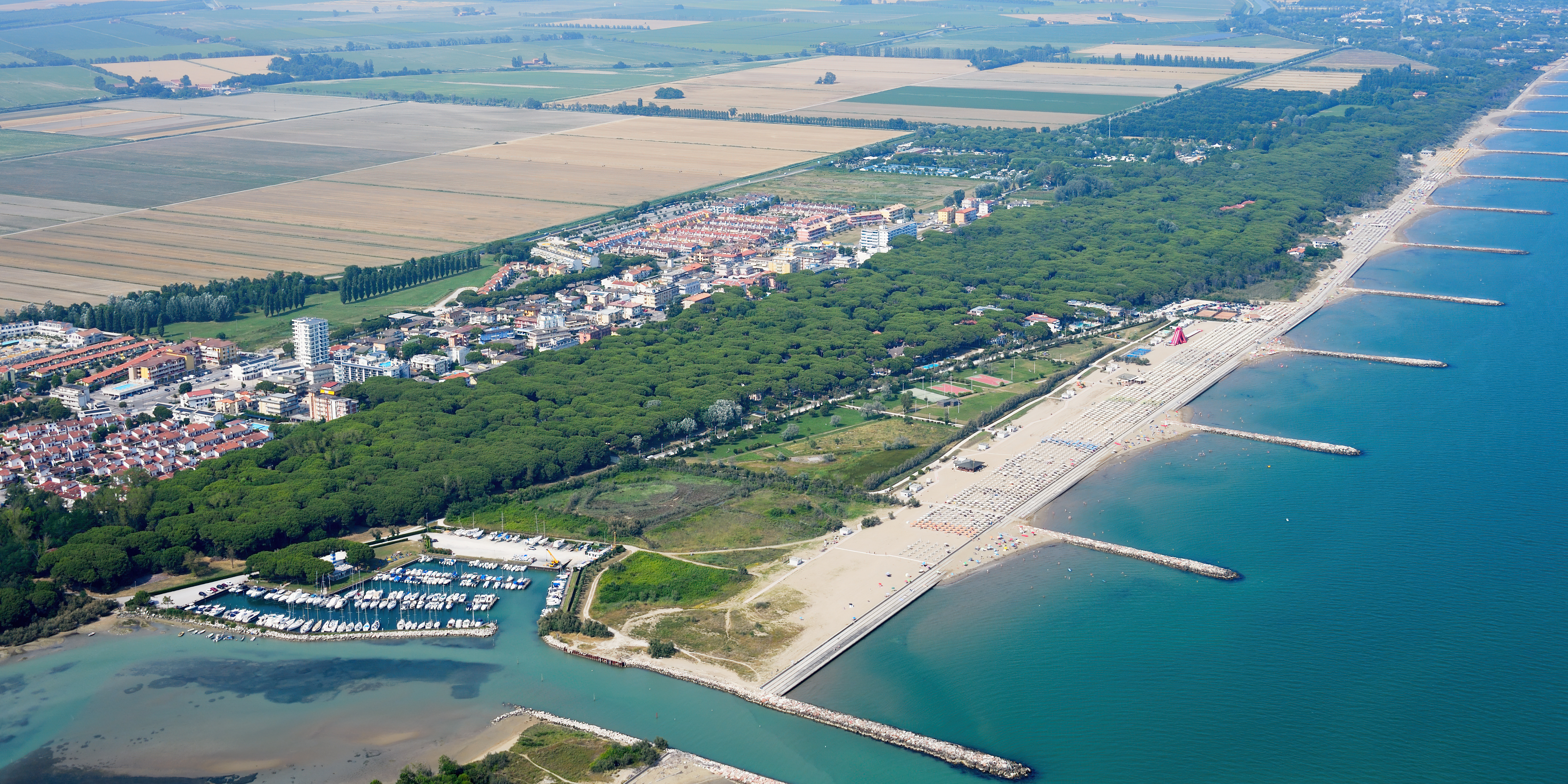
Eraclea Mare aus der Luft gesehen

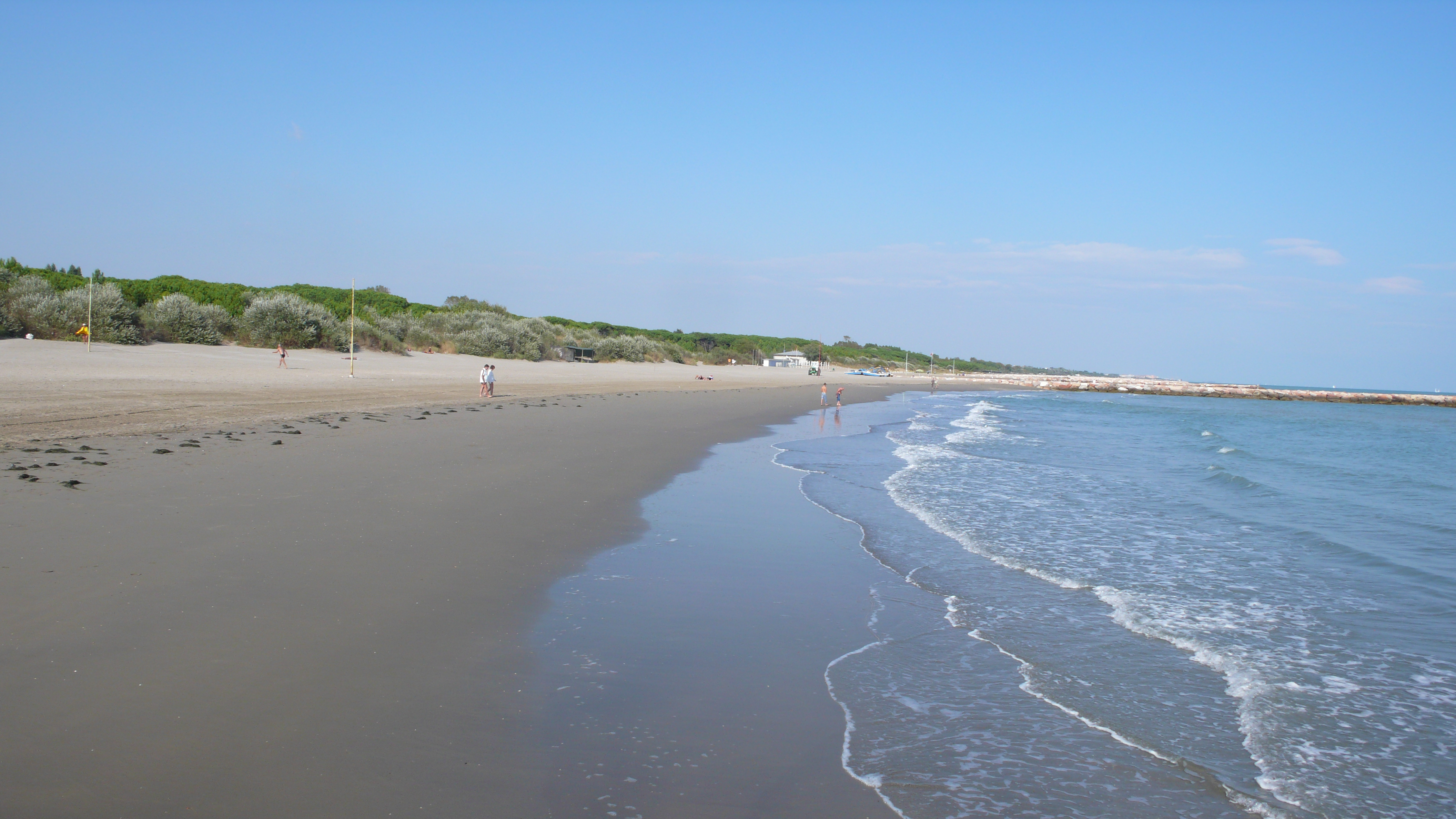
Sandstrand

1950 wurde der Name Grisolera auf Antrag des seinerzeitigen Bürgermeisters beim Staatspräsidenten durch den antiken Namen Eraclea ersetzt. Damit versuchte die Gemeinde auch das Image von Trostlosigkeit und Kriegszerstörung loszuwerden. Zugleich begann man früh auf den aufkommenden Tourismus als Wirtschaftsfaktor zu setzen. Gelegenheit bot die Entwicklung des Strandbads „Eraclea Mare“ in einem Waldgebiet. Dort, an einem drei Kilometer langen Strand, der in einen Pinienwald eingebettet ist, entstand eine dichte Siedlung.
An der Gemeindegrenze zwischen Jesolo und Eraclea liegt zudem die Laguna del Mort, eine von allen Seiten mit Dünen und Pinien umgebene Lagune, die ein Refugium für Vögel bildet.

## Persönlichkeiten
- Orso Ipato, Doge von Venedig
- Maurizio Galbaio (um 730 bis 797), Doge von Venedig
- Franco Campana (1954–2017), Fernsehmoderator und Künstler
- Nello Santin (* 1946), Fußballspieler

## Belege
1. ↑  Bilancio demografico e popolazione residente per sesso al 31 dicembre 2023. ISTAT. (Bevölkerungsstatistiken des Istituto Nazionale di Statistica, Stand 31. Dezember 2023).
2. ↑  Roberto Bianchin: Scoperta la Città-Madre di Venezia. In: La Repubblica. 2. September 1984.
3. ↑  Comune di Eraclea, Il paesaggio della bonifica